# Carmen Mayrink Veiga
Carmen Therezinha Solbiati Mayrink Veiga (Pirajuí, 24 de abril de 1927 — Rio de Janeiro, 3 de dezembro de 2017), mais conhecida como Carmen Mayrink Veiga, foi uma famosa aristocrata e socialite brasileira, com grande projeção na moda e no jet-set internacionais, considerada uma das mulheres mais elegantes e bem-vestidas do mundo.

## Biografia
Nascida Carmen Therezinha Canto Solbiati, era filha de Maria de Lourdes Andrade do Canto (Mima) e Enéas Solbiati, nasceu numa tradicional família do sudeste brasileiro. Era neta paterna de Ângelo Solbiati e Maria Nerina Poltronieri, e materna de Herculano Leite do Canto e Maria Emília Teixeira de Andrade. Existem controvérsias sobre sua data de nascimento, visto que seu assento de nascimento consta 24 de abril de 1927 e seu registro de óbito e sepultura constam o ano de 1933. Outros mencionam 1922 ou 1929. Segundo sua filha, Carmen costumava dizer: "Quando eu morrer quero que esteja escrito no meu túmulo: Morreu linda e jovem aos 58 anos".
O pai de Carmen, Enéas Solbiati, era um rico produtor de café e financista do interior de São Paulo. Adquiriu título de cônsul honorário do Reino da Itália, já que era filho de imigrantes italianos.

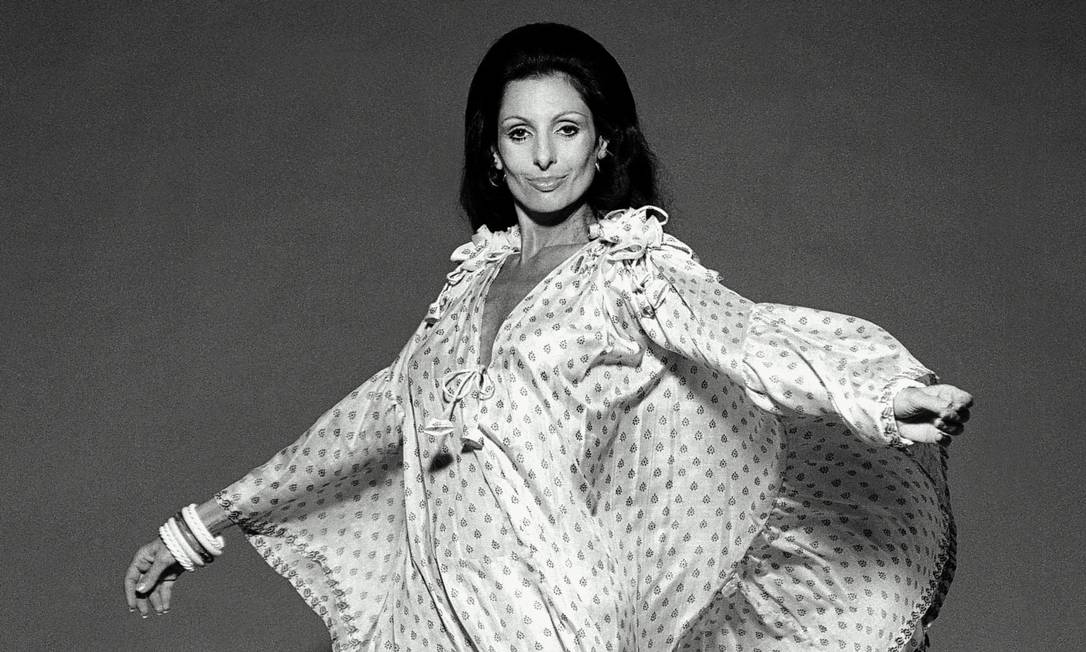
Carmen Mayrink Veiga em clique de Antonio Guerreiro, na década de 1970

Carmen, já famosa no mundo da moda desde adolescente, era, ao lado da mãe, frequentadora e cliente assídua dos desfiles da alta costura francesa e atraiu a imprensa especializada como a Paris Match quando se casou, a 25 de junho de 1956, com o empresário Antônio (Tony) Alfredo Mayrink Veiga, filho de Antenor Mayrink Veiga e Nadyr de Lima Ribeiro, herdeiro de uma fortuna multimilionária. O casal teve dois filhos: Antenor Mayrink Veiga (1957) e Tereza Antônia (1960).
A empresa da família de Tony, a Casa Mayrink Veiga, foi representante de fornecedores de armamentos para o Exército Brasileiro e a Guarda Nacional, desde a época do Império do Brasil (1822-1889), acumulando vultosa fortuna durante a Guerra do Paraguai (1864-1870), acumulação que prosseguiu até os anos 1980, quando a empresa se tornou também fabricante dos armamentos - segundo Tony, por pressão da Marinha - e iniciou sua trajetória descendente (1992), na sequência do Plano Collor  (1991-1993) Além disso, houve a quebra do conglomerado inglês Ferranti, em 1993, que devia muito à sua empresa. Uma outra explicação para a derrocada da Casa Mayrink Veiga é que, com o fim do regime militar no Brasil, não foram renovados os polpudos contratos com o Exército, a Marinha e a Aeronáutica.
A família também era proprietária da rádio Mayrink Veiga, que foi fechada após a intervenção militar de 1964.
Para pagar as dívidas, os Mayrink Veiga tiveram que leiloar vários bens. "Não sinto falta dessas coisas. Aproveitei bastante e não me arrependo de nada", diz Carmen. "Mas vou ficar com saudade de meu Portinari", completou. O casal teve penhoradas centenas de obras de arte, tapeçarias persas exclusivas para realezas do século XVIII, um serviço de porcelana Imari para 200 pessoas, jatos, carros de luxo, incluindo seu Rolls-Royce 1951, jóias e algumas propriedades rurais e urbanas. O destaque no leilão, realizado em 2007, foram onze obras do artista Milton Dacosta, cujo valor ultrapassou R$ 1,5 milhão. O conjunto de jantar de porcelana japonesa alcançou R$ 420 mil. Já o retrato de Carmen, pintado por Cândido Portinari e cujo valor inicial seria de R$ 350 mil, foi retirado do leilão por decisão da própria Carmen e continuou com o casal até o fim. O casal continuou em seu mega-apartamento de 1 000 metros quadrados na Praia do Flamengo, de frente para o Pão de Açúcar, no Rio de Janeiro, ainda bem provido de peças de arte e decoração.
O casal,  Tony e Carmen, considerado por Truman Capote, Diana Vreeland e Anna Wintour, na revista Vogue estadunidense, como "as pessoas mais chiques da América do Sul", participou de diversos eventos do jet set internacional, entre caçadas na África e Europa, e festas com realezas como a rainha Elizabeth II da Inglaterra e a Princesa Diana, multimilionários de diversos países como os Rothschild, Onassis e os Rockfeller, artistas plásticos e personalidades da música, cinema e da alta moda mundial. Costumava fazer jantares de gala em suas residências e castelos alugados e transportava convidados a bordo de supersônicos Concorde para temporadas de caça e bailes em castelos na África, Inglaterra, França e Áustria. A exuberância era tamanha que a revista Veja noticiou, em novembro de 2017, que um Aston Martin de Tony foi deixado, esquecido, num castelo da França após uma temporada de caça. Carmen foi retratada por artistas plásticos mundialmente famosos, como Portinari, Andy Warhol e Di Cavalcanti, e fotografada por importantes nomes como Francesco Scavullo, Richard Avedon, o famoso fotógrafo de jet-setters Slim Aarons, Mario Testino, Bob Wolfenson, Tuca Reinés e outros. Carmen também recebeu uma polêmica "homenagem" no videoclipe da canção "Imitation of life", da banda R.E.M., que mostra caricaturas inspiradas em celebridades da política, esporte e do show biz, como Madonna; a de Carmen representando a elite, preside uma mesa de almoço e, como uma crítica aos privilegiados, é atacada com um copo d'agua no rosto. Quando o videoclipe estava para ser produzido, Carmen causou admiração porque, depois de comparecer à cerimônia de entrega do Óscar, demorou quase 20 minutos para desembarcar de uma limusine para o jantar oferecido por Madonna e Demi Moore em Los Angeles. A demora deveu-se ao tamanho do vestido de alta costura de Carmen, que entrou no salão ao lado de Madonna. Muitos anos antes, a área literária também homenageou Carmen, poetas como Carlos Drummond de Andrade e Vinícius de Morais dedicaram à ela os poemas "Verão" e "Receita de Mulher", respectivamente; ambos em 1955. O segundo poema é o que tem o antológico início "as feias que me perdoem, mas, beleza é fundamental".
Carmen fez parte das listas das mulheres mais elegantes do Brasil e do mundo e, em 1981, entrou para a seleta lista das pessoas eternamente mais bem-vestidas do mundo, a lista "Hall of Fame" da revista americana Vanity Fair, fundada pela jornalista norte-americana Eleanor Lambert. Carmen também é a única pessoa no mundo a ser três vezes capa da revista americana Town&Country. É também a única brasileira citada na biografia oficial de Yves Saint Laurent. Além do costureiro francês, a atriz Rita Hayworth também citou a socialite em sua autobiografia oficial. Carmen foi a primeira personalidade brasileira a ser entrevistada pelo entrevistador americano David Letterman, foi também a mulher que mais voou no Concorde, e listada nos registros de clientes da alta costura de Paris desde adolescente. Recebeu muitas homenagens do mundo da moda, como no desfile de despedida de Yves Saint Laurent, quando o designer francês elegeu um vestido shocking pink, feito para Carmen, como o seu preferido de toda sua história, como também um desfile de moda praia de luxo da designer brasileira Adriana Degreas, no Copacabana Palace, em 2008 e tantas homenagens nas semanas de moda no Brasil, França e Estados Unidos e exposições de moda. Em março de 1997, a revista Vogue Brasil dedicou à Carmen uma edição (N.º 232) inteira sobre ela.
Ela escreveu o livro ABC de Carmen, publicado pela Editora Globo em 1997, sobre etiqueta e estilo pessoal. Foi convidada para atualizar e comentar, para a América do Sul, o O Livro Completo de Etiqueta de Amy Vanderbilt, publicado no Brasil pela Editora Nova Fronteira. Também assinou uma coluna semanal no jornal carioca O Dia e uma outra coluna mensal na revista Quem, da Editora Globo. Além disso, Carmen apresentou, nos anos 90, um quadro de etiqueta no Programa de Domingo, na extinta TV Manchete.
Em 2003, a Casa de Arte e Cultura Julieta de Serpa, no Rio de Janeiro, e a jornalista Hildegard Angel, sua amiga, organizaram uma exposição com 67 de seus mais de 400 vestidos de alta costura - uma coleção considerada rara pelos especialistas em arte e alta moda.
Em 2013, num novo leilão, mais de 100 peças de arte e decoração foram arrematadas em São Paulo. No entanto, a peça que seria a mais cobiçada do leilão - o retrato de Carmem, pintado por Portinari, em 1959 - não estava na lista, novamente, por decisão de Carmen. O motivo do leilão, segundo Carmen, seria a mudança para um imóvel menor, contíguo ao seu apartamento da Praia do Flamengo. "Desde que me tornei cadeirante e que meus empregados foram se aposentando, não faz mais sentido ficar num apartamento tão grande".
Ela se tornou ativista pela causa dos cadeirantes, conseguindo que rampas de acesso e outras facilidades indispensáveis para deficientes físicos fossem instaladas em grandes hotéis como o Copacabana Palace, restaurantes e edificações históricas, tombadas, como o Teatro Municipal do Rio de Janeiro, que ganhou um elevador panorâmico específico para cadeirantes, que Carmen inaugurou. Carmen Mayrink Veiga também era conhecida por ser expert em porcelanas orientais, arte e gemas preciosas e, principalmente, conhecida por sua paixão por gatos, incentivando a castração e adoção de gatos vira-latas. Inclusive, Carmen conseguiu criar a raça "Gato Brasileiro Tigrado Pêlo Curto" para os gatos que antes não tinham raça definida. O primeiro gato registrado com a nova raça foi o seu ex-vira-lata So Happy, um gato amarelo que morou com Carmen em Paris e no Rio de Janeiro, premiado diversas vezes em exposições de felinos.
O casal permaneceu em seu apartamento abarrotado de obras de arte até o fim. Tony era fumante e tinha problemas cardíacos. Carmen sofria de paraparesia espástica tropical, doença que afetava e dificultava a movimentação das pernas e o equilíbrio. A doença começou a mostrar sinais em 1985, fazendo Carmen, inicialmente, caminhar com o uso de bengala e, mais tarde - em 2011 -, a usar cadeira de rodas. Tony Mayrink Veiga morreu em 28 de junho de 2016, sob cuidados hospitalares, no Rio de Janeiro. Carmen Mayrink Veiga morreu durante o sono, em 03 de dezembro de 2017, em seu apartamento no Rio de Janeiro. Suas cinzas repousam no mausoléu de sua família, localizado logo na entrada do Cemitério de São Francisco Xavier, no Caju, Rio de Janeiro.